# Мараканау
Мараканау (порт. Maracanaú)  —  муниципалитет в Бразилии, входит в штат Сеара. Составная часть мезорегиона Агломерация Форталеза. Находится в составе крупной городской агломерации Агломерация Форталеза. Входит в экономико-статистический  микрорегион Форталеза. Население составляет 197 301 человек на 2007 год. Занимает площадь 105,696 км². Плотность населения — 1.879 чел./км².

## История
Город основан 4 июля 1983 года. 

## Статистика
- Валовой внутренний продукт на 2005 составляет 2.277.536,30 bilhões реалов (данные: Бразильский институт географии и статистики).
- Валовой внутренний продукт на душу населения на 2005 составляет 11.904,52 реалов (данные: Бразильский институт географии и статистики).
- Индекс развития человеческого потенциала на 2000 составляет 0,736 (данные: Программа развития ООН).

## География
Климат местности: тропический.